# Henk Faanhof
Hendrikus Jacobus "Henk" Faanhof (Ámsterdam, 29 de agosto de 1922 - ibídem, 27 de enero de 2015) fue un ciclista neerlandés que fue profesional entre 1950 y 1955. 

## Trayectoria
Como ciclista amateur consiguió notables éxitos deportivos, sobre todo al ganar el Campeonato del mundo amateur de 1949 en Copenhague. Como profesional consiguió 10 victorias, entre ellas una etapa del Tour de Francia de 1954.

## Palmarés

### 1949
- Campeonato del mundo amateur
- 1º en la Vuelta a IJsselmeer
- 1º en la Ámsterdam-Arnhem-Ámsterdam

### 1950
- Vencedor de 2 etapas de la Vuelta a Holanda

### 1951
- 1º en el Gran Premio Courrier Picard
- Vencedor de 2 etapas de la Vuelta a Holanda

### 1952
- 1r a Hoensbroek
- Vencedor de una etapa de la Vuelta a Holanda
- Vencedor de una etapa de la Vuelta a Argentina

### 1954
- Vencedor de una etapa en el Tour de Francia